# برنامج الطاقة النووية 2010
برنامج الطاقة النووية 2010 تم إطلاق «برنامج الطاقة النووية 2010» في عام 2002 من قبل الرئيس جورج بوش من أجل إعادة تشغيل أوامر لمفاعلات الطاقة النووية في الولايات المتحدة من خلال تقديم الدعم لمجموعة من محطات الجيل الثالث وكان من المتوقع أن تصبح هذه المحطات تعمل بواسطة الإنترنت بحلول عام 2010 ولكن لم يتم ذلك.

## نبذة
في مارس 2017 تقدمت شركة ويستنجهاوس الكتريك وهي الشركة الرائدة في صناعة المفاعلات النووية بطلب الإفلاس بسبب خسارة أكثر من 9 مليارات دولار من خسائر بناء محطتين نوويتين.
سبب هذه الخسارة جزئياً هو مخاوف تتعلق بالسلامة بسبب كارثة فوكوشيما وإينيرجويندي الألمانية ونمو الطاقة الشمسية وطاقة الرياح وانخفاض أسعار الغاز الطبيعي.